# 1968
1968(천구백육십팔)은 1967보다 크고 1969보다 작은 자연수다.

## 수학
- 합성수로, 그 약수는 총 20개다. (1, 2, 3, 4, 6, 8, 12, 16, 24, 41, 48, 82, 123, 164, 246, 328, 492, 656, 984, 1968)
  - 1968의 진약수의 합은 3240이므로, 1968은 과잉수다.

## 문화재
- 대한민국의 보물 제1968호: 금강반야바라밀경 및 제경

## 작품
- 《1968》(1968): 프랑스 갈의 음반.
- 《1968(영어판)》(2018): 그리스의 스포츠 다큐멘터리 영화.

## 기타
- 연도: 1968년, 기원전 1968년